# Globočnjak
Globočnjak je potok, ki teče po Postojnski kotlini in se izliva v potok Nanoščica. Ta se v bližini Postojne izliva v reko Pivko, ki nato ponikne v Postojnsko jamo in predstavlja pomemben del kraškega porečja Ljubljanice.